# تیو فرمالدهید
تیو فرمالدهید (انگلیسی: Thioformaldehyde) نوعی ترکیب آلی ناپایدار است.